# Divize B 1966/1967
V soubojích 2. ročníku České divize B 1966/67 se utkalo 14 týmů dvoukolovým systémem podzim – jaro. Tento ročník začal v srpnu 1966 a skončil v červnu 1967.

## Kluby podle přeborů
- Severočeský (8): TJ VTŽ Chomutov, TJ CHZ Litvínov, TJ Slovan Liberec, VTJ Dukla Žatec, TJ Spartak Ústí nad Labem, TJ Kovostroj Děčín, TJ Baník DPG Hrdlovka, TJ SZ Česká Lípa
- Pražský (6): TJ Spartak Praha Motorlet, TJ Slavia IPS Praha "B", TJ Dynamo Kobylisy, TJ Slavoj Vyšehrad, TJ Bohemians ČKD Praha "B", TJ Tesla Žižkov

## Výsledná tabulka
| Poř. | Tým                        | Z  | V  | R | P  | VG | OG | B  |
| ---- | -------------------------- | -- | -- | - | -- | -- | -- | -- |
| 1.   | TJ VTŽ Chomutov            | 26 | 18 | 3 | 5  | 53 | 23 | 39 |
| 2.   | TJ CHZ Litvínov            | 26 | 17 | 3 | 6  | 46 | 24 | 37 |
| 3.   | TJ Slovan Liberec          | 26 | 15 | 5 | 6  | 58 | 31 | 35 |
| 4.   | VTJ Dukla Žatec            | 26 | 13 | 5 | 8  | 36 | 26 | 31 |
| 5.   | TJ Spartak Praha Motorlet  | 26 | 14 | 3 | 9  | 42 | 34 | 31 |
| 6.   | TJ Spartak Ústí nad Labem  | 26 | 13 | 3 | 10 | 40 | 37 | 29 |
| 7.   | TJ Slavia IPS Praha "B"    | 26 | 12 | 2 | 12 | 47 | 41 | 26 |
| 8.   | TJ Kovostroj Děčín         | 26 | 11 | 3 | 12 | 38 | 37 | 25 |
| 9.   | TJ Dynamo Kobylisy         | 26 | 8  | 7 | 11 | 27 | 39 | 23 |
| 10.  | TJ Slavoj Vyšehrad         | 26 | 9  | 4 | 11 | 38 | 45 | 22 |
| 11.  | TJ Bohemians ČKD Praha "B" | 26 | 8  | 4 | 14 | 33 | 54 | 20 |
| 12.  | TJ Baník DPG Hrdlovka      | 26 | 5  | 7 | 14 | 30 | 44 | 17 |
| 13.  | TJ Tesla Žižkov            | 26 | 7  | 3 | 16 | 37 | 62 | 17 |
| 14.  | TJ SZ Česká Lípa           | 26 | 4  | 4 | 18 | 27 | 53 | 12 |

Poznámky:
- Z = Odehrané zápasy; V = Vítězství; R = Remízy; P = Prohry; VG = Vstřelené góly; OG = Obdržené góly; B = Body

|  | Postup do 2. ligy – sk. A 1967/68                |
|  | Sestup do příslušného oblastního přeboru 1967/68 |